# Next Level (álbum)
Next Level é o décimo álbum original da cantora Japonesa Ayumi Hamasaki, lançado no dia 25 de Março de 2009. Foi lançado em cinco versões, a comum versão Somente CD (CD only), a versão CD e DVD, uma versão limitada com 2 CDs e 1 DVD e a versão em Pen-drive. A última versão, será um Pendrive de 2GB que incluirá as 14 faixas do álbum em Mp3, junto com suas respectivas letras, e seis clipes no formato Mp4. O álbum marca o fim das atividades promocionais de Aniversário de Carreira (10 Anos) de Ayumi, que ocorreram ano passado.

## Singles
O primeiro single do álbum, foi o Duplo Lado-A "Days / Green". A faixa "Green" foi usada para promover a câmera da Panasonic, Lumix FX 37, no Japão. O segundo single do álbum, também foi um Duplo Lado-A, "Rule / Sparkle". A faixa "Rule" foi usada como o tema internacional no filme Dragonball: Evolution, e, "Sparkle" está sendo usada para promover o Honda Zest Spark, no Japão.

## Turnê promocional
A Turnê nacional para promover o álbum, "Arena Tour 2009 A: Next Level", começou no dia 11 de abril no Saitama Super Arena e terminarou dia 22 de Outubro no Tokyo Gymnasium

## Alinhamento de faixas
Todas as letras escritas por Ayumi Hamasaki. 
| CD  |                                     |                |               |         |  |
| N.º | Título                              | Música         | Arreglista(s) | Duração |  |
| 1.  | "Bridge to The Sky"                 | Yuta Nakano    | Yuta Nakano   | 1:42    |  |
| 2.  | "Next Level"                        | D.A.I          | HΛL           | 4:29    |  |
| 3.  | "Disco-munication (instrumental)"   | CMJK           | CMJK          | 1:32    |  |
| 4.  | "Energize"                          | Yuta Nakano    | CMJK          | 4:31    |  |
| 5.  | "Sparkle"                           | Kazuhiro Hara  | CMJK          | 4:30    |  |
| 6.  | "Rollin'"                           | Yuta Nakano    | CMJK          | 5:04    |  |
| 7.  | "Green"                             | Tetsuya Yukumi | tasuku        | 4:49    |  |
| 8.  | "Load of the Shugyo (instrumental)" | CMJK           | CMJK          | 1:31    |  |
| 9.  | "Identity"                          | Yuta Nakano    | Yuta Nakano   | 4:18    |  |
| 10. | "Rule"                              | Miki Watanabe  | HΛL           | 4:09    |  |
| 11. | "Love'n'Hate"                       | Yuta Nakano    | Yuta Nakano   | 3:51    |  |
| 12. | "Pieces of Seven (instrumental)"    | HΛL            | HΛL           | 2:31    |  |
| 13. | "Days"                              | Kunio Tago     | HΛL           | 5:03    |  |
| 14. | "Curtain Call"                      | Kazuhiro Hara  | Yuta Nakano   | 3:44    |  |

| 2º CD: Premium Countdown Live 2008-2009 A |                      |         |  |
| N.º                                       | Título               | Duração |  |
| 1.                                        | "Green"              | 4:52    |  |
| 2.                                        | "Will"               | 6:29    |  |
| 3.                                        | "End of The World"   | 4:43    |  |
| 4.                                        | "Heartplace"         | 7:03    |  |
| 5.                                        | "And Then"           | 2:25    |  |
| 6.                                        | "Naturally"          | 3:31    |  |
| 7.                                        | "Powder Snow"        | 4:39    |  |
| 8.                                        | "Hope or Pain"       | 4:27    |  |
| 9.                                        | "Over"               | 5:10    |  |
| 10.                                       | "Scar"               | 7:01    |  |
| 11.                                       | "Signal"             | 2:25    |  |
| 12.                                       | "Hana"               | 1:49    |  |
| 13.                                       | "Too Late"           | 4:10    |  |
| 14.                                       | "Everywhere Nowhere" | 3:40    |  |
| 15.                                       | "Days"               | 5:05    |  |
| 16.                                       | "For My Dear…"       | 4:41    |  |

| DVD |                             |         |  |
| N.º | Título                      | Duração |  |
| 1.  | "Days (Videoclipe)"         | 5:20    |  |
| 2.  | "Green (Videoclipe)"        | 5:32    |  |
| 3.  | "Rule (Videoclipe)"         | 4:27    |  |
| 4.  | "Sparkle (Videoclipe)"      | 4:44    |  |
| 5.  | "Next Level (Videoclipe)"   | 4:31    |  |
| 6.  | "Curtain Call (Videoclipe)" | 3:48    |  |
| 7.  | "Days (Making-of)"          | 3:54    |  |
| 8.  | "Green (Making-of)"         | 3:59    |  |
| 9.  | "Rule (Making-of)"          | 3:17    |  |
| 10. | "Sparkle (Making-of)"       | 3:29    |  |
| 11. | "Next Level (Making-of)"    | 4:37    |  |
| 12. | "Curtain Call (Making-of)"  | 3:12    |  |

## Oricon & Vendas
Oricon Sales Chart (Japão)
| Lançamento        | Parada                | Posição | Total de Vendas | Semanas |
| ----------------- | --------------------- | ------- | --------------- | ------- |
| 25 de Março, 2009 | Oricon Parada Diária  | 1       | 99,200          | 30      |
| 25 de Março, 2009 | Oricon Parada Semanal | 1       | 240,81          | 30      |
| 25 de Março, 2009 | Oricon Parada Mensal  | 1       | 379,989         | 30      |
| 25 de Março, 2009 | Oricon Parada Anual   | 16      | 379,989         | 30      |